# Narcissia
Narcissia is een geslacht van zeesterren uit de familie Ophidiasteridae.				

## Soorten
- Narcissia ahearnae Pawson, 2007
- Narcissia canariensis (d'Orbigny, 1839)
- Narcissia gracilis A.H. Clark, 1916
- Narcissia trigonaria Sladen, 1889